# Cabezarrubias del Puerto (ort)
Cabezarrubias del Puerto är en ort i Spanien.   Den ligger i provinsen Provincia de Ciudad Real och regionen Kastilien-La Mancha, i den centrala delen av landet, 200 km söder om huvudstaden Madrid. Cabezarrubias del Puerto ligger 738 meter över havet och antalet invånare är 599.
Terrängen runt Cabezarrubias del Puerto är kuperad österut, men västerut är den platt. Terrängen runt Cabezarrubias del Puerto sluttar söderut. Runt Cabezarrubias del Puerto är det mycket glesbefolkat, med 6 invånare per kvadratkilometer. Närmaste större samhälle är Puertollano, 10,4 km nordost om Cabezarrubias del Puerto. Trakten runt Cabezarrubias del Puerto består i huvudsak av gräsmarker.